# Cooperl Arc Atlantique
Cooperl — французский сельскохозяйственный кооператив, производитель свинины. Штаб-квартира расположена в коммуне Ламбаль (регион Бретань).

## История
Кооператив основал в 1966 году Себастьян Купе (Sébastien Coupé) с 23 другими фермерами Бретани. Название Cooperl было сокращением от COOPérative des Éleveurs de la Région de Lamballe («Животноводческий кооператив региона Ламбаль»). В 1978 году были куплены две бойни, в Лавале и Монфор-сюр-Мё. В 1980-х годах были подписаны соглашения с четырьмя сетями супермаркетов о прямых поставках свинины. В 1987 году кооператив начал собственное производство кормов для скота. Также в 1987 году начала развиваться сеть магазинов товаров для фермеров Calipro. В 1989 году в Ламбале открылся первый мясокомбинат кооператива.
Кризис в отрасли в 2008 году привел к слиянию Cooperl с одним из конкурентов, кооперативом Arca; в результате образовался кооператив Cooperl Arc Atlantique. В 2009 году был куплен мясокомбинат Brocéliande. В 2011 году была куплена компания Défi Viandes с сетью из 83 мясных магазинов. В 2014 году были созданы филиалы в Китае и России. В 2017 году было куплено 9 мясокомбинатов, принадлежавших Financière Turenne Lafayette; покупка включала права на бренды Paul Prédault, Lampaulaise de Salaisons, Madrange и Montagne Noire.
В 2019 году в партнёрстве с китайской компанией New Hope Liuhe был открыт мясокомбинат в пекинском районе Пингу. Также в 2019 году за 800 тыс. евро была куплена торговая марка Jean Caby; этот производитель колбасных изделий был основан в 1919 году, но к своему 100-летнему юбилею обанкротился. В 2020 году Cooperl был оштрафован на 35,5 млн евро за участие в картельном сговоре производителей ветчины.

## Деятельность
Cooperl является кооперативом, в который по состоянию на конец 2023 года входило 4660 фермеров; в основном их хозяйства находились в Бретани, а также в Пеи-де-ла-Луар и нескольких других регионах Франции. Занимает первое место во Франции по разведению свиней и второе по производству свинины после Groupe Bigard. Cooperl принадлежит более 30 предприятий, из них один мясокомбинат находится в Пингу (район Пекина, КНР), остальные — во Франции. Зарубежные активы также включают 3 свинофермы (2 в КНР и 1 в Таиланде). В год предприятия кооператива перерабатывают около 5 млн свиней, также работают с крупным рогатым скотом и птицей.
Основными брендами мясной продукции являются Brocéliande, Madrange, Montagne Noire, Paul Prédault, Jean Caby, Coop chez vous.
Выручка кооператива за 2023 год составила 2,92 млрд евро, из них около трети принесли экспорт и зарубежные операции.